# People's Stadium
Het People's Stadium is een multifunctioneel stadion in Roche Caiman, Seychellen. Het stadion wordt vooral gebruikt voor voetbalwedstrijden, de voetbalclub Super Magic Brothers maakt gebruik van dit stadion. In 1970 werd het stadion geopend en er is plaats voor 7.000 toeschouwers. Het nationale elftal maakte ook gebruik van dit stadion totdat in 1992 Stade Linité werd geopend. 